# عقيدة كالفو

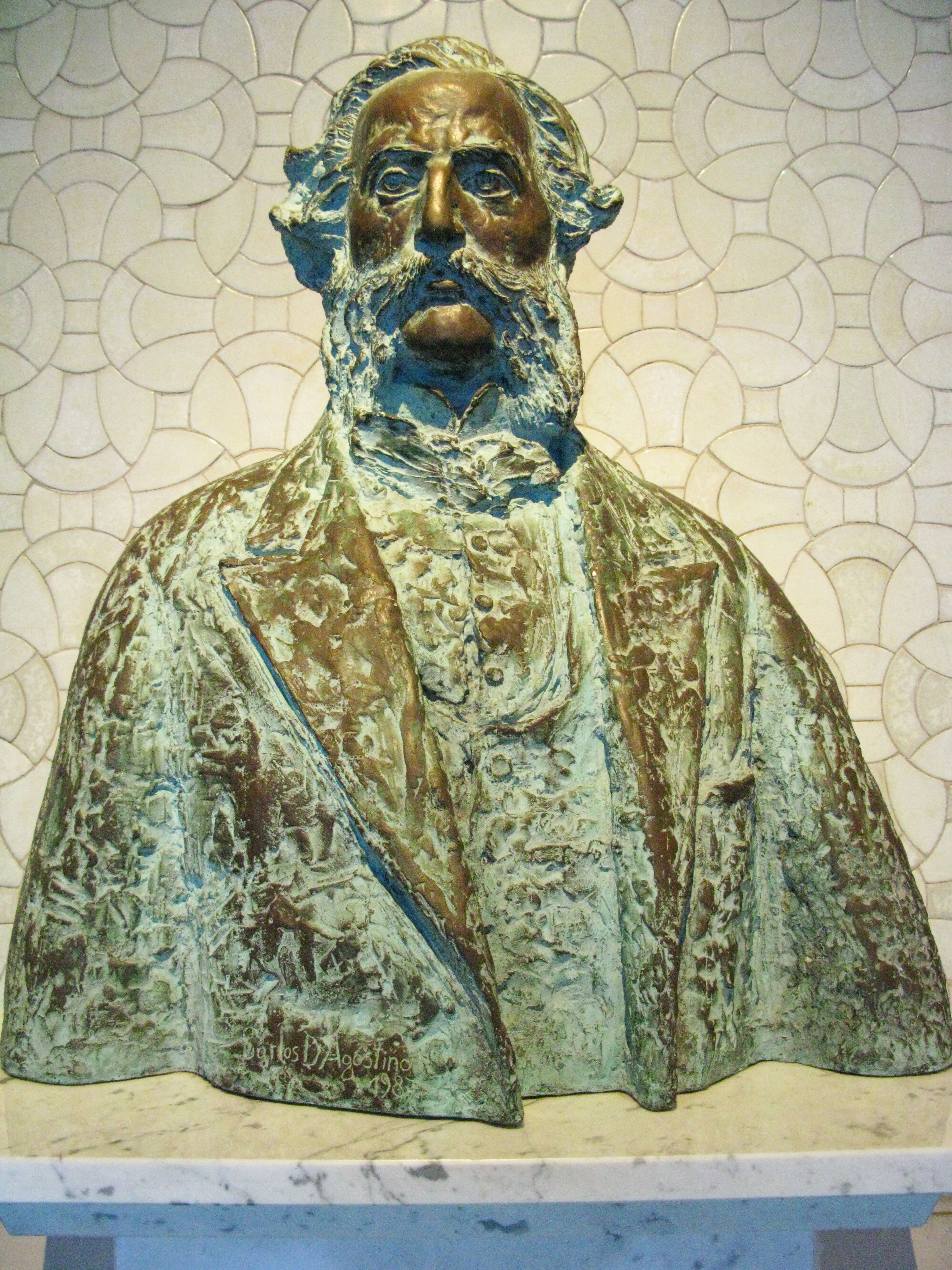
كارلوس كالفو (1824-1906)

عقيدة كالفو هو مبدأ في السياسة الخارجية ينص على أن الاختصاص في منازعات الاستثمار الدولية يقع على عاتق البلد الذي يقع فيه الاستثمار. وقف مبدأ كالفو على النقيض من القواعد التاريخية التي تحكم الاستثمار الأجنبي والتي نصت على أنه يمكن للمستثمرين الأجانب استئناف قرار المصادرة الذي تتخذه حكومة أجنبية في بلدهم الأصلي. وبالتالي اقترح مبدأ كالفو حظر الحماية الدبلوماسية أو التدخل (المسلح) قبل استنفاد الموارد المحلية. لا يملك المستثمر، بموجب هذا المبدأ، أي سبيل سوى اللجوء إلى المحاكم المحلية، بدلاً من محاكم بلده الأصلي. وكوصفة سياسية، يُعد مبدأ كالفو تعبيرًا عن القومية القانونية. وقد تم تطبيق المبدأ، الذي سُمي على اسم كارلوس كالفو، وهو فقيه أرجنتيني، في جميع أنحاء أمريكا اللاتينية ومناطق أخرى من العالم.
نشأت هذه العقيدة من أفكار كالفو، المعبر عنها في كتابه "القانون الدولي النظري والعملي لأوروبا وأمريكا" (باريس، 1868؛ وتوسعت بشكل كبير في الطبعات اللاحقة التي نُشرت باللغة الفرنسية). برر كالفو مذهبه بأنه ضروري لمنع الدول الأقوى من إساءة استخدام اختصاص الدول الضعيفة. ومنذ ذلك الحين، أُدرج كجزء من العديد من دساتير أمريكا اللاتينية، بالإضافة إلى العديد من المعاهدات والقوانين والعقود الأخرى. تُستخدم هذه العقيدة بشكل رئيسي في عقود الامتياز، حيث يسعى البند إلى منح المحاكم المحلية الاختصاص النهائي وتجنب أي استئناف للتدخل الدبلوماسي.
إن مبدأ دراغو هو تطبيق أضيق لمبدأ كالفو الأوسع. 

## روابط خارجية
- مدخل عن كارلوس كالفو من موسوعة كولومبيا الطبعة السادسة.
- مسرد مصطلحات التجارة والشحن في Tradeport
- http://cyberspacei.com/jesusi/peace/nobel/institute_of_international_law.htm